# Symphony of Enchanted Lands (Rhapsody)
Symphony of Enchanted Lands is het tweede album van Rhapsody uitgebracht in 1998.
Het is tevens het tweede deel van de "Emerald Sword Saga".
Dit album is een vervolg op Legendary Tales en heeft helemaal dezelfde stijl. Ook hier gaat het over epische gevechten, mythologie en epische fantasie. Alle teksten zijn geschreven door Lucca Turilli. De liedjes op dit album vormen 1 groot verhaal. Het muziekgenre is Hollywood metal, een combinatie van metal met symfonisch orkest.
Na een korte opening "Epicus furor" start een krachtig nummer "Emerald Sword". "Emerald Sword", "Wisdom of the kings", "Riding the winds of eternity" en "Eternal glory" hebben zeer snelle gitaarstukken, bombastische synthesizers en koren, en snel herkenbare refreinen.
"Heroes of the lost valley" is veel zachter en geeft een folks middeleeuws gevoel. "Wings of destiny" is een ballad met zachte stemmen.
De muziek op dit album kent veel complexe structuren waarbij tempo, instrumenten en vocaal soms zeer sterk wisselen.

## Inhoud
1. Epicus furor
2. Emerald sword
3. Wisdom of the kings
4. Heroes of the lost valley
5. Eternal glory
6. Beyond the gates of infinity
7. Wings of destiny
8. The dark tower of abyss
9. Riding the winds of eternity
10. Symphony of enchanted lands